# 江戸相撲安永2年3月場所
江戸相撲安永2年3月場所（えどすもうあんえい2ねん3がつばしょ）は、安永2年（1773年）3月に開催された江戸相撲（大相撲の前身）の本場所。興行場所は深川八幡宮。

## 幕内番付・星取表
| 東   | 東               | 東               | 番付      | 西             | 西                  | 西   |
| 備考 | 成績             | 力士名           | 番付      | 力士名         | 成績                | 備考 |
| ---- | ---------------- | ---------------- | --------- | -------------- | ------------------- | ---- |
|      | 1勝7休           | 不動堂岡右エ門   | 大関      | 恵蘇嶽峰右エ門 | 2敗6休              |      |
|      | 6勝1分1休        | 釈迦ヶ嶽雲右エ門 | 関脇      | 波戸崎岸右エ門 | 1勝1無勝負6休       |      |
|      | 全休             | 石見潟丈右エ門   | 小結      | 関ノ戸億右エ門 | 全休                |      |
|      | 4勝2敗2休        | 雷電為五郎       | 前頭筆頭  | 達ヶ関森右エ門 | 5勝1敗1分1預        |      |
|      | 6勝1敗1休        | 出水川貞右エ門   | 前頭2枚目 | 友綱良助       | 4勝2敗1預1休        |      |
|      | 2勝1敗4預1休     | 雲見山堅太夫     | 前頭3枚目 | 越ノ海勇藏     | 3勝2敗1預2休        |      |
|      | 3勝3敗1無勝負1休 | 千田川吉五郎     | 前頭4枚目 | 稲川政右エ門   | 4勝1敗1預1無勝負1休 |      |

## 備考
- この時代の江戸相撲においては優勝力士という概念は存在していないが、後に定められた優勝制度を遡って準用することができる。本場所においては、釈迦ヶ嶽が優勝相当となる。